# Saint-Jeannet, Alpes-de-Haute-Provence

Saint-Étienne-les-Orgues este o comună în departamentul Alpes-de-Haute-Provence din sud-estul Franței. În 1 ianuarie 2022 avea o populație de 48 de locuitori.